# Вильферри
Вильферри́ (фр. Villeferry) — коммуна во Франции, находится в регионе Бургундия. Департамент коммуны — Кот-д’Ор. Входит в состав кантона Витто. Округ коммуны — Монбар.
Код INSEE коммуны — 21694.

## Население
Население коммуны на 2010 год составляло 31 человек.
| 1962 | 1968 | 1975 | 1982 | 1990 | 1999 | 2010 |
| ---- | ---- | ---- | ---- | ---- | ---- | ---- |
| 71   | 63   | 59   | 49   | 35   | 36   | 31   |

## Экономика
В 2010 году среди 19 человек трудоспособного возраста (15—64 лет) 14 были экономически активными, 5 — неактивными (показатель активности — 73,7 %, в 1999 году было 56,5 %). Из 14 активных жителей работали 14 человек (7 мужчин и 7 женщин), безработных не было. Среди 5 неактивных четверо были пенсионерами, один был неактивным по другим причинам, учащихся не было.